# Hajrudin Varešanović

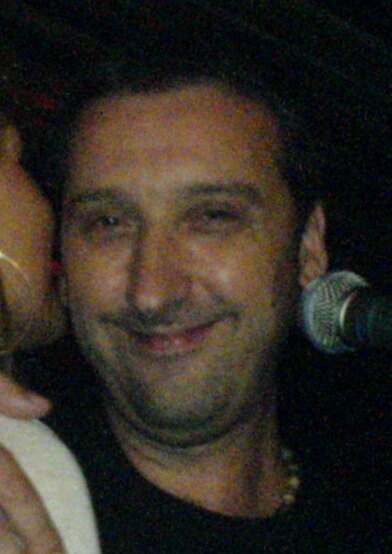
Hajrudin Varešanović

Hajrudin „Hari“ Varešanović (* 16. Januar 1961 in Sarajevo) ist ein berühmter und populärer Sänger in Bosnien und Herzegowina. Varešanović ist als Einzelsänger, Komponist und Frontmann der Musikgruppe Hari Mata Hari berühmt und nahm am Eurovision Song Contest 2006 teil.

## Karriere
In seiner über 20-jährigen Karriere hat er über 1000 Konzerte gegeben. 1999 trat er mit seiner Gruppe beim Vorentscheid zum Eurovision Song Contest mit dem Song Starac i More an. Sie konnten den Vorentscheid zwar gewinnen, jedoch wurde kurz darauf bekannt, dass sein Song bereits nach Finnland verkauft wurde und dort auch veröffentlicht wurde. Stattdessen wurde das Duo Dino & Béatrice nach Jerusalem geschickt.
Am 9. Februar 2006 gab das bosnische Fernsehen PBSBiH bekannt, dass Hari Varešanović Bosnien und Herzegowina beim Eurovision Song Contest 2006 im griechischen Athen vertreten wird. Sein Song Lejla wurde vom serbischen Komponisten Željko Joksimović geschrieben, der Text stammt von den bosnischen Autoren Fahrudin Pecikoza und Dejan Ivanović.
Der bosnischen Zeitung Nezavisne Novine sagte Varešanović: 

„Das ist der beste Song in der Welt. Ich muss zugeben, noch nie einen besseren gehört zu haben. Ich bin von ihm und Pecikozas Text beeindruckt. Wir haben einen Song gemacht, der aus dem Geist unseres Volkes entspringt und ich bin glücklich, ihn zu singen.“

Die europäischen Zuschauer wählten ähnlich begeistert das Lied Lejla von Hari Mata Hari auf den dritten Platz der Gesamtwertung. Im Jahr 2008 veröffentlichte Varešanović mit Dino Merlin das Lied Dabogda, das in Bosnien zum Nummer-eins-Hit wurde.

## Singles (solo)
- 2008: Dabogda (mit Dino Merlin)